# Toussaintia
Toussaintia là chi thực vật có hoa trong họ Annonaceae.

## Các loài
- Toussaintia congolensis Boutique, 1951
- Toussaintia hallei Le Thomas, 1967
- Toussaintia orientalis Verdc., 1971
- Toussaintia patriciae Q. Luke & Deroin, 2005